# Jean Théodore Colle
Jean-Théodore Colle, né le 17 mai 1734 à Lorquin (duché de Lorraine), mort le 22 septembre 1807 à Nancy (Meurthe), est un général français de la Révolution et de l’Empire.

## États de service
Il entre en service comme cadet dans le régiment de la dauphine le 1er avril 1753. Il fait la guerre du Hanovre de 1757 à 1762 dans le corps d’armée du général de Broglie, il participe à la bataille de Hastenbeck le 26 juillet 1757. Il est nommé sous-lieutenant le 14 mai 1758.
En 1760, il rejoint le Royal-Bavière, il est blessé et fait prisonnier à l’affaire d’Ensdorf le 16 juillet 1760. Le 28 avril 1768, il est nommé lieutenant en premier, et le 12 novembre 1770, il reçoit son brevet de capitaine. Il est fait chevalier de Saint-Louis le 17 août 1781.
Le 6 novembre 1791, il est nommé lieutenant-colonel en second au 77e régiment d’infanterie de ligne, et le 5 février 1792, il passe au 30e régiment d’infanterie de ligne comme lieutenant-colonel en premier. Il est élevé au grade de colonel le 11 février 1793 au 31e régiment d’infanterie de ligne. 
Il est promu général de brigade le 19 mai 1793, et il sert dans l’armée du Rhin pendant les campagnes de 1792-1793. Il est suspendu de ses fonctions par les représentants du peuple le 11 octobre 1793.
Il est réintégré le 27 brumaire an III (17 novembre 1794), il est envoyé à l’armée des côtes de Cherbourg le 25 prairial an III (13 juin 1795), et en frimaire an IV (décembre 1795), il rejoint comme chef d’État-major, le général en chef d’ Hédouville, à l’armée des côtes de Brest, où il sert jusqu’à la pacification des pays insurgés.
Désigné pour l’armée du Rhin, il est employé à la 4e division militaire, et en vendémiaire an VII (octobre 1798), il assure le commandement de cette division en remplacement du général Gilot appelé à Paris. Il est mis en non activité le 1er vendémiaire an X (23 septembre 1801).
Relevé de cette position par le premier consul, il est nommé inspecteur aux revues dans la division militaire de Nancy le 4 germinal an XI (25 mars 1803). Il est fait chevalier de la Légion d’honneur le 4 germinal an XII (25 mars 1804).
Il meurt à Nancy le 22 septembre 1807 dans l’exercice de ses fonctions.

## Sources
- « Cote LH/566/43 », base Léonore, ministère français de la Culture
- http://www.napoleon-series.org/military/organization/c_frenchinf4.html#Colle
- Thierry Pouliquen, « Les généraux français et étrangers ayant servis [sic] dans la Grande Armée » (consulté le 22 juillet 2013)
- A. Lievyns, Jean Maurice Verdot, Pierre Bégat, Fastes de la Légion-d'honneur, biographie de tous les décorés accompagnée de l'histoire législative et réglementaire de l'ordre, Bureau de l'administration, janvier 1844, 640 p. (lire en ligne), p. 318.
- Baptiste-Pierre Julien de Courcelles, Dictionnaire historique et biographique des généraux français depuis le onzième siècle jusqu'en 1822, l’Auteur, janvier 1822, 380 p. (lire en ligne), p. 306.